# Don't Stop 'Til You Get Enough
«Don't Stop 'Til You Get Enough» (укр. «Не зупиняйся поки ти не отримаєш все») — перший сингл і перша пісня з п'ятого сольного альбому американського співака Майкла Джексона Off The Wall. Написана у стилі: диско, фанк.

## Випуск пісні
Випуск пісні відбувся 28 липня 1979 року і була випущена лейблом Epic Records.

## Музичне відео
Музичне відео на пісню було зняте у жовтні 1979 року режисером Ніком Секстоном. Прем'єра музичного відео відбулася у жовтні 1979 року.

## Чарти

### Щотижневі чарти
| Чарт (1979—1980)                                | Найвища позиція |
| ----------------------------------------------- | --------------- |
| Австралія (Kent Music Report)                   | 1               |
| Австрія (Ö3 Austria Top 75)                     | 11              |
| Бельгія (Ultratop 50 Flanders)                  | 2               |
| Canada Top Singles (RPM)                        | 3               |
| Canada Top Disco Singles (RPM)                  | 1               |
| Denmark (Tracklisten)                           | 1               |
| Finland (Suomen virallinen singlelista)         | 5               |
| Finland Jukebox (Suomen virallinen singlelista) | 8               |
| France (SNEP)                                   | 12              |
| Німеччина (Media Control AG)                    | 13              |
| Ireland (IRMA)                                  | 1               |
| Italy (Musica e Dischi)                         | 15              |
| Нідерланди (Dutch Top 40)                       | 2               |
| Нідерланди (Mega Single Top 100)                | 2               |
| Нова Зеландія (RIANZ)                           | 1               |
| Норвегія (VG-lista)                             | 1               |
| South Africa (Springbok Radio)                  | 1               |
| Spain (AFE)                                     | 5               |
| Швеція (Sverigetopplistan)                      | 18              |
| Швейцарія (Media Control AG)                    | 4               |
| Велика Британія (Official Charts Company)       | 3               |
| US Billboard Hot 100                            | 1               |
| US Hot Soul Singles (Billboard)                 | 1               |
| US Disco Top 100 (Billboard)                    | 2               |
| US Cash Box Top 100                             | 1               |
| US Radio & Records CHR/Pop Airplay Chart        | 5               |

| Чарт (2006)                               | Найвища позиція |
| ----------------------------------------- | --------------- |
| Франція (SNEP)                            | 52              |
| Німеччина (Media Control AG)              | 77              |
| Ірландія (IRMA)                           | 21              |
| Італія (FIMI)                             | 6               |
| Нідерланди (Mega Single Top 100)          | 39              |
| Іспанія (PROMUSICAE)                      | 2               |
| Велика Британія (Official Charts Company) | 17              |

| Чарт (2008)          | Найвища позиція |
| -------------------- | --------------- |
| Франція (SNEP)       | 54              |
| Іспанія (PROMUSICAE) | 7               |

| Чарт (2009)                               | Найвища позиція |
| ----------------------------------------- | --------------- |
| Австралія (ARIA)                          | 21              |
| Австрія (Ö3 Austria Top 75)               | 47              |
| Canada Digital Songs (Billboard)          | 19              |
| France (Billboard) France Songs           | 9               |
| Німеччина (Media Control AG)              | 69              |
| Ірландія (IRMA)                           | 36              |
| Італія (FIMI)                             | 16              |
| Japan (Hot 100)                           | 77              |
| Нідерланди (Mega Single Top 100)          | 10              |
| Portugal (Top 20)                         | 18              |
| Швеція (Sverigetopplistan)                | 50              |
| Швейцарія (Media Control AG)              | 20              |
| Велика Британія (Official Charts Company) | 38              |
| US Hot Digital Songs (Billboard)          | 9               |

| Чарт (1979)                     | Позиція |
| ------------------------------- | ------- |
| Australia (Kent Music Report)   | 50      |
| Belgium (Ultratop 50 Flanders)  | 27      |
| Canada Top Singles (RPM)        | 32      |
| Netherlands (Dutch Top 40)      | 31      |
| Netherlands (Single Top 100)    | 50      |
| New Zealand (Recorded Music NZ) | 13      |
| UK Singles (Music Week)         | 23      |
| US Billboard Hot 100            | 91      |
| US Hot Soul Singles (Billboard) | 3       |
| US Cash Box Top 100             | 17      |

| Чарт (1980)                       | Позиція |
| --------------------------------- | ------- |
| Австралія (Kent Music Report)     | 12      |
| Південна Африка (Springbok Radio) | 4       |

## Сертифікації
| Регіон | Сертифікація  | Продажі    |
| --- | ------------- | ---------- |
| Австралія (ARIA)                                                                                                 | Платиновий    | 70 000^    |
| Данія (IFPI Denmark)                                                                                             | Золотий       | 45 000     |
| Італія (FIMI) sales since 2009                                                                                   | Золотий       | 35 000     |
| Велика Британія (BPI) physical                                                                                   | Срібний       | 250 000^   |
| Велика Британія (BPI)                                                                                            | Платиновий    | 812,000    |
| США (RIAA) | Платиновий    | 1 000 000^ |
| США (RIAA) Digital                                                                                               | 5× Платиновий | 5 000 000  |
| ^відвантаження, що базуються лише на сертифікаціях · продажі+прослуховування, що базуються лише на сертифікаціях |               |            |